# 人治
人治（英語：rule of man），指政府權力不受限制，依靠执政者的贤明来治理国家的方式和理论主张，其理想化的最佳政治模式是「賢人政治」。人治是一個用來特意表明跟法治相反情況的詞彙，當用抽象的講法，說法治是法律在人之上，則會說人治是有人在法律之上。除了沒有人管治之無政府狀態，不是法治的情況則是人治，包括「法治國家」而立法權不受約束也是人治。

## 誤解
人治不是文化或修養觀念，人治和法治是法學和政治學觀念。
西方主張人治的經典著作有古典時代柏拉圖的《理想國》，主張最理想的政治是由哲學家（或者譯造賢者）統治而這統治者不受法律限制。西方的改變源自文藝復興、宗教改革、思想啟蒙和英國的法治革命成功並且後來顯示出法治的優勢和好處。
中華思想家並不是只有對人性樂觀，例如春秋戰國的法家就是對人性悲觀，必需要嚴刑峻法和中央集權，而儒家強調人治，並沒有就比較少規則。但主張人性本惡的荀子卻大力反對公開刑法，在《荀子·非十二子》談到：鄧析“不法先王，不是禮義。”並且認為鄧析這個律師始祖顛倒是非，擾亂社會，必須判處極刑。

## 中華
中華儒家的政治思想。主张依靠道德高尚的圣贤通过道德感化来治理国家。儒家重视人治，主张为政在人；法固然不可缺，但执政者“其身正，不令则行，其身不正，虽令不从”。主张君主以身作则，施德行仁，并尚贤使能，任用得力官吏推行礼治，以达“文武之治，布衣方策，其人存，则其政举，其人亡，则其政息”的境界。主张把人治与礼治、德政结合起来。
与“法治”相对。主张“人治”者认为国之治乱，不在法而在统治者的贤能与否。中國人崇尚的是「德治」或王道，即是由賢德的人治理國家。

## 社會特徵
在人治社會國家中，
1. 少數特權階級、統治者掌握了國家權力。政權由個人或某團體專斷獨裁，凌駕於法律之上。
2. 各項法規政策的制定，修改和遵守，是以統治階級的利益為主，可以隨著統治階級利益的改變而改變。
3. 政府行政隨意多變，普遍存在人亡政息、任人唯親、朝令夕改等現象。
4. 國家政權高度集中，且普通人民不能參與其中。
5. 特權階級可以做對於普通人屬於違法的事情，及享受各種豁免權利。